# توری صورتی
در سیاست کانادا، توری صورتی اصطلاحی تحقیرآمیز برای خطاب شخصی با گرایش‌های لیبرال است که در حزب محافظه‌کار یا حزب محافظه‌کار-ترقی‌خواه عضو است. یک توری صورتی و یک توری قرمز، به خاطر گرایش شدیدتر توری صورتی به لیبرالیسم و گرایش شدیدتر توری قرمز به سوسیالیسم، از یکدیگر متمایز می‌شوند. این اصطلاح توسط ران دارت و به‌طور مثبت برای توصیف فلسفه سیاسی رابرت استنفیلد در انتخابات ۱۹۶۸ به عنوان «نوعی محافظه‌کاری و تورییسم صورتی» استفاده شد. اخیراً این اصطلاح برای توصیف محافظه‌کارانی که از نظر اجتماعی ترقی‌خواه هستند و از حق ازدواج هم‌جنس‌گرایان حمایت می‌کنند و طرفدار حق سقط جنین هستند، به کار رفته است.